# Istindhalsen
Der Istinghalsen (norwegisch für Eisgipfelhals) ist ein vereister Bergsattel im ostantarktischen Königin-Maud-Land. Im Ahlmannryggen liegt er zwischen dem Istind und der Grunehogna.
Norwegische Kartografen, die ihn auch benannten, kartierten den Bergsattel anhand von Vermessungen und Luftaufnahmen der Norwegisch-Britisch-Schwedischen Antarktisexpedition (1949–1952) und zwischen 1958 und 1959 erstellten Luftaufnahmen der Dritten Norwegischen Antarktisexpedition (1956–1960).